# ラケル・バリエントス
ラケル・バリエントス（Raquel Barrientos　1974年5月27日- ）はスペインの柔道選手。階級は72kg超級。

## 人物
1992年のヨーロッパジュニア72kg超級で3位となった。1994年のヨーロッパ選手権では3位だった。1995年のヨーロッパ選手権では無差別で3位になった。1996年のアトランタオリンピックには出場できなかった。1997年のヨーロッパ選手権では無差別で3位になると、世界選手権の無差別では決勝まで進むも、キューバのダイマ・ベルトランに敗れるが銀メダルを獲得した。1998年のヨーロッパ選手権では78kg超級で2位になった。

## 主な戦績
- 1992年 - ヨーロッパジュニア　3位
- 1994年 - ヨーロッパ選手権　3位
- 1995年 - ヨーロッパ選手権　無差別　3位
- 1997年 - ヨーロッパ選手権　無差別　3位
- 1997年 - 世界選手権　無差別　2位
- 1998年 - ヨーロッパ選手権　78kg超級　2位